# Petite Thonaise
Die Petite Thonaise (im Mündungsbereich auch nur Thonaise genannt) ist ein Fluss in Frankreich, der in der Region Centre-Val de Loire verläuft. Sie entspringt beim Weiler Les Morins, im nördlichen Gemeindegebiet von La Berthenoux, entwässert in mehreren Schleifen generell Richtung Nordnordwest und mündet nach rund 28 Kilometern im Gemeindegebiet von Bommiers als rechter Nebenfluss in die Théols. Die Petite Thonaise verläuft überwiegend im Département Indre, bildet jedoch auf etwa einen Kilometer Länge die Grenze zur Gemeinde Lignières im benachbarten Département Cher.

## Orte am Fluss
(Reihenfolge in Fließrichtung)
- Les Morins, Gemeinde La Berthenoux
- Pruniers
- Les Minimes, Gemeinde Bommiers